# Ely (Minnesota)
Ely è un comune degli Stati Uniti d'America, nella contea di St. Louis, nello Stato del Minnesota.
Si estende su una superficie di 7,1 km² e nel 2000 contava 3.724 abitanti (528,8 per km²).
Un tempo era nota con il nome di "Que Quam Chep", che in lingua Chippewa significa "terra delle bacche". La città si trova nella Vermilion Iron Range, e storicamente era nota per le miniere di ferro.
Attualmente la città è nota come punto di accesso per Boundary Waters Canoe Area Wilderness ed è anche la sede dell'International Wolf Center e del North American Bear Center.
A Ely vengono organizzate diverse manifestazioni durante tutto l'anno specialmente nei luoghi del Whiteside Park; piuttosto note sono il Blueberry Arts Festival in luglio, l'Harvest Moon Festival a settembre e il Winter Festival a febbraio.